# ソングス・フォー・ユー LIVE!
『ソングス・フォー・ユー LIVE!』（原題：These Songs for You, Live!）は、アメリカ合衆国のR&B歌手ダニー・ハサウェイのライブ・アルバム。ハサウェイの死去から25年後の2004年に発売され、『ライヴ』（1972年）及び『イン・パフォーマンス』（1980年）に収録された1971年のライブ録音、1971年から1973年にかけて録音された未発表ライブ録音、それにハサウェイのインタビューが収録されている。スティーヴィー・ワンダーのカヴァー「スーパーウーマン」のみ1972年の録音で、1973年6月30日のカーネギー・ホール公演で録音された3曲は、いずれも当時リリースされたばかりのアルバム『愛と自由を求めて』の収録曲である。

## 反響・評価
総合アルバム・チャートのBillboard 200には入らなかったが、『ビルボード』のR&Bアルバム・チャートでは78位を記録した。
ジョン・ブッシュはオールミュージックにおいて5点満点中4.5点を付け、本作について「ダニー・ハサウェイこそが真のゴスペル・ソウルの頂点に達した人物であることの、説得力に満ちた証拠を提供してくれる」と評し、ビートルズのカヴァー「イエスタデイ」について「20世紀のポップ・スタンダードの中で最も頻繁に演奏された曲の、最もゴージャスなヴァージョン」と評している。また、Jon Caramanicaは『ローリング・ストーン』誌のレビューで5点満点中3.5点を付け「幾つかの失策もある。しかし、大部分においてハサウェイの溢れんばかりのカリスマ性と才能が浮かび上がっており、彼の手にかかれば"Yesterday"でさえ無類のブルースの哀歌となる」と評している。

## 収録曲
1. フライング・イージー "Flying Easy" (Donny Hathaway) – 3:11
  - 未発表音源。
2. ヴァルデス・イン・ザ・カントリー "Valdez in the Country" (D. Hathaway) – 4:08
  - 未発表音源。
3. いつか自由に "Someday We'll All Be Free" (D. Hathaway, Edward Howard) – 5:30
  - 未発表音源。
4. きみの友だち "You've Got a Friend" (Carole King) – 4:34
  - アルバム『ライヴ』より。
5. 兄弟の誓い "He Ain't Heavy, He's My Brother" (Bob Russell, Bobby Scott) – 7:49
  - 未発表音源。
6. 愛のゆくえ "What's Going On" (Alfred Cleveland, Renaldo "Obie" Benson, Marvin Gaye) – 5:23
  - アルバム『ライヴ』より。
7. イエスタデイ "Yesterday" (John Lennon, Paul McCartney) – 5:24
  - 未発表音源。
8. スーパーウーマン "Superwoman" (Stevie Wonder) – 6:42
  - 未発表音源。
9. ソング・フォー・ユー "A Song for You" (Leon Russell) – 5:48
  - アルバム『イン・パフォーマンス』より。
10. サック・フル・オブ・ドリームス "Sack Full of Dreams" (Gary McFarland, Lou Savary) – 5:30
  - アルバム『イン・パフォーマンス』より。
11. リトル・ゲットー・ボーイ " Little Ghetto Boy" (Earl DeRouen, Edward Howard) – 4:33
  - アルバム『ライヴ』より。
12. 溢れ出る愛を "I Love You More Than You'll Ever Know" (Al Kooper) – 5:55
  - アルバム『イン・パフォーマンス』より。
13. ゲットー "The Ghetto" (D. Hathaway, Leroy Hutson) – 12:22
  - アルバム『ライヴ』より。
14. インタビュー "Interview" – 2:58
  - 未発表音源。